# Raptiformica
Raptiformica é um gênero de insetos, pertencente a família Formicidae.

## Espécie
- Raptiformica sanguinea